# Orlanci
Orlanci (macedónul: Орланци), albánul: Orllanca) település Észak-Macedóniában, a Szkopjei körzet Aračinovo-i járásában.

## Népesség
| Lakosok száma | 192  | 222  | 319  | 424  | 545  | 52   | 688  | 829  | 890  |
|               | 1948 | 1953 | 1961 | 1971 | 1981 | 1991 | 1994 | 2002 | 2021 |

2002-ben 829 lakosa volt, akik közül 761 albán, 63 bosnyák és 5 egyéb nemzetiségű.